# Brsečine
Brsečine su naselje u Dubrovačko-neretvanskoj županiji u prigradskom dijelu grada Dubrovnika. Sastoji se od nekoliko manjih zaselaka: Brdari, Senj, Morter, Mihanovići, Podubrava, Kalac, Kula i Podkondžilo.

## Zemljopisni položaj
Brsečine se nalaze oko 20 km sjeverozapadno od Dubrovnika, uz Jadransku magistralu, između Trstenog i Slanog. Brsečine se većim dijelom protežu iznad magistrale, a manjim ispod nje.
Nizbrdicom, ispod magistrale, vodi uska asfaltna cesta do uvale, sjeveroistočno od rta Osmoliš, u kojoj su vezovi za barke, šljunčana plaža, ljetnikovac Cvijete Zuzorić i mul okrenut prema otocima Šipanu i Lopudu. 
Brsečinska uvala je s morske strane lukobranom zaštićena od valova i utjecaja juga, a samo mjesto vapnenačkim grebenima Kondžilo od utjecaja bure. Iznad mjesta dominiraju i vrhovi Krst, Dujen, Žežnjice i Gradina.

## Naziv
Naziv mjesta se veže uz naziv uvale Brsečine iznad koje je mjesto izgrađeno.

## Povijest
Brsečine su u vrijeme Dubrovačke Republike bile omiljeno izletište i odmaralište dubrovačke vlastele pa se tako u brsečinskoj uvali nalazi ljetnikovac Cvijete Zuzorić izgrađen u 16.stoljeću, a iznad uvale utvrđeni ljetnikovac obitelji Ohmučević-Bizzaro obitelji, s kapelom i perivojem, iz 17. stoljeća. 
Osim navedenih ljetnikovaca u Brsečinama su i crkva Sv. Đurđa, a pored nje i kapelica Sv. Stjepana. U selu postoje i crkve Sv. Spasa i Sv. Ane koja je ujedno i zaštitnica sela.
U Brsečinama je 1853. godine rođen Vid Vuletić Vukasović, dubrovački književnik, povjesničar i etnograf.

## Gospodarstvo
Stanovnici Brsečina se uglavnom bave turizmom, poljodjelstvom i ribarstvom.

## Stanovništvo
Brsečine uglavnom nastanjuju Hrvati katoličke vjeroispovjesti. Prema popisu stanovništva iz 2001. godine u mjestu živi 77 stanovnika a prema popisu iz 2011. godine u mjestu živi 96 stanovnika.

## Poznati Brsečani
Niko Bulić - bivši direktor Hrvatske turističke zajednice(HTZ), bivši ministar turizma RH
Vid Vuletić-Vukasović - hrv. književnik i etnograf
| broj stanovnika | 309   | 266   | 238   | 233   | 208   | 192   | 172   | 168   | 157   | 142   | 135   | 105   | 91    | 85    | 77    | 96    | 84    |
|                 | 1857. | 1869. | 1880. | 1890. | 1900. | 1910. | 1921. | 1931. | 1948. | 1953. | 1961. | 1971. | 1981. | 1991. | 2001. | 2011. | 2021. |

## Vanjske poveznice
Turistička zajednica grada Dubrovnika - Brsečine[neaktivna poveznica]